# Ampelocera albertiae
Ampelocera albertiae är en hampväxtart som beskrevs av C.A. Todzia. Ampelocera albertiae ingår i släktet Ampelocera och familjen hampväxter. Inga underarter finns listade i Catalogue of Life.